# اندیس خاک صنعتی سنبل آباد
خاک صنعتی سنبل آباد یک اندیس غیرفلزی است که در حوالی شهر قزوین استان قزوین قرار دارد و مادهٔ معدنی موجود در آن، خاک صنعتی است.سنگ میزبان این اندیس توفها و سنگهای آذرآواری سازندکرج است و دیرینگی آن به دوران ائوسن می‌رسد. 